# حبار مضيء الذيل
حبار مضيء الذيل أو الحبار المضيء (الاسم العلمي: Spirula)، هو نوع من الرخويات. وهو أصنوفة أحادية الطراز يتبع نفس الجنس والفصيلة. تملك أجهزة منتجة للضوء ينبعث منها الضوء، وهذه الأجهزة موزعة في جميع انحاء جسم الحبار. يسكن في قاع المحيطات في الظلام. كما أن الحبار المضيء خفيف الوزن. حيث يبلغ طوله ما بين 35 إلى 45 ملم.